# Deanna Troi
Deanna Troi je fiktivní postava ze seriálu Star Trek: Nová generace, kterou hraje herečka Marina Sirtis. V seriálu a filmech zastává funkci lodní poradkyně, kde využívá své betazoidské schopnosti vnímání pocitů jiných osob. Objevila se také v seriálech Star Trek: Vesmírná loď Voyager, Star Trek: Enterprise, Star Trek: Picard a Star Trek: Lower Decks.

## Životopis
Narodila se 29. 3. 2336 na planetě Betazed (poblíž jezera El-Nar) Betazoidské matce Lwaxaně Troi (později velvyslankyni) a lidskému otci, Ianu Andrew Troiovi, důstojníkovi Hvězdné flotily. Její otec zemřel, když byla Deanna ještě malá. Měla sestru, Kestru, která ve věku šesti let zemřela při nehodě několik měsíců po Deannině narození. Protože je Deanna jenom poloviční Betazoid, není úplný telepat, ale pouze empat. Telepaticky je schopná komunikovat pouze s jinými Betazoidy, nebo ve zvláštních případech i s jinými osobami (které jsou jí velmi blízké). Ostatním není schopna číst myšlenky, ale pouze emoce.
Měla se vdát za Wyatta Millera, jelikož byli zasnoubeni již v raném věku, ale ke svatbě nakonec nedošlo. Wyatt byl přitahován dívkou, kterou již od mala vídal ve snu a ani Deanně se do svatby s ním moc nechtělo.
Deanna Troi nejprve studovala geologii, ale poté se rozhodla pro studium psychologie. Je vystudovaná psycholožka a důstojník hvězdné flotily se silnými diplomatickými dovednostmi. Během studia na betazedské univerzitě psychologie potkala poručíka Williama Rikera, se kterým navázala romantický vztah – stali se imzadi, tedy osobami velmi blízkými. Poté byl však Riker přeložen na U.S.S. Potemkin a jejich vztah byl přerušen. Setkali se až později na U.S.S. Enterprise-D, kde spolu sloužili.
Na Enterprise zastávala Deanna post lodní poradkyně. Svou pracovnu měla na osmé palubě, soukromou kajutu na deváté palubě, pokoj č. 0910. Mimo práci se často setkávala s ostatními důstojníky při pokeru. Její největší neřestí je ovšem čokoláda.
Deanně se v roce 2365, díky oplození neznámou nehmotnou formou života, narodilo dítě, které pojmenovala po otci Ian Andrew. Když však dítě poznalo, že ohrožuje loď, vrátilo se po několika dnech do nehmotného stavu a zmizelo. Vztah mezi Deannou a Willem prožíval během jejich společné služby na Enterprise občas mírné vzestupy, ale v zásadě byli celou dobu jen velmi dobrými přáteli. Znovu nabyl na intenzitě až po době strávené na planetě Ba'Ku a vyvrcholil jejich svatbou v roce 2379 na Aljašce na Zemi.
Deanna opustila své místo lodní poradkyně na USS Enterprise-E poté, co Will získal velení na lodi USS Titan, na kterou s ním odešla.
Deannu Troi bylo poprvé možno vidět ve Střetnutí na Farpointu.

### Události v datech
- 2355 – 2359 Akademie Hvězdné Flotily
- 2360 – 2363 Univerzita na Betazedu, studium psychologie
- 2364 Zařazena na U.S.S. Enterprise NCC-1701-D jako lodní poradkyně s hodností nadporučík
- 2369 Unesena Romulanským podsvětím a chirurgicky upravena na Romulana, aby mohla pomoci propašovat tři vysoce postavené členy romulanské vlády do bezpečí
- 2370 Prošla zkouškami a získala hodnost komandér
- 2372 Zařazena na loď třídy Sovereign - U.S.S. Enterprise NCC-1701-E
- 2373 U.S.S. Enterprise NCC-1701-E uspěla při zastavení Borgů. Pomáhala Zeframu Cochranovi při stavbě první lodi s nadsvětelným pohodem, Phoenix. Řídila její start
- 2379 Svatba s Willem Rikerem na Aljašce